# Abd-al-Múqtadir (nom)
Abd-al-Múqtadir (àrab: عبد المقتدر, ʿAbd al-Muqtadir) és un nom masculí teòfor àrab islàmic que literalment significa ‘Servidor del Totpoderós’, essent «el Totpoderós» un dels epítets de Déu. Si bé Abd-al-Múqtadir és la transcripció normativa en català del nom en àrab clàssic, també se'l pot trobar transcrit Abdul Muqtadir, ‘Abdul Muqtadier... normalment per influència de la pronunciació dialectal o seguint altres criteris de transliteració. Com a teòfor, també el duen molts musulmans no arabòfons que l'han adaptat a les característiques fòniques i gràfiques de la seva llengua.